# Wikipédia en zazaki
Wikipédia en zazaki (en zazaki : Wikipediyay Zazaki) est l’édition de Wikipédia en zazaki, langue kurde (langue iranienne occidentale) parlée par les zazas en Turquie et écrite en caractères latins. L'édition est lancée le 30 septembre 2006,,,. Son code est : diq.
Au 21 mars 2025, l'édition en zazaki contient 42 305 articles et compte 30 522 contributeurs, dont 34 contributeurs actifs et 3 administrateurs.
Les deux autres éditions en langues kurdes sont l'édition en kurmandji (en caractères latins) qui contient 90 282 articles et l'édition en sorani (en caractères arabes) qui contient 76 297 articles.

## Présentation

Distribution des différents dialectes du kurde :
Kurmandji (kurde du Nord)
Sorani (kurde central)
Zazaki
Kurde du Sud (dont Gurani)
zones mixtes

## Statistiques
- En février 2009, l'édition en zazaki compte quelque 2 650 articles et 1 100 utilisateurs enregistrés.
- Le 2 novembre 2022, elle contient 40 168 articles et compte 25 350 contributeurs, dont 30 contributeurs actifs et 3 administrateurs.
- Le 27 août 2024, elle contient 42 035 articles et compte 29 300 contributeurs, dont 37 contributeurs actifs et 3 administrateurs.